# Communauté de communes du Carladez
La  Communauté de Communes du Carladez  est une ancienne communauté de communes française, située dans le département de l'Aveyron. 

## Historique
La communauté de communes fusionne avec trois autres EPCI pour former la communauté de communes Aubrac et Carladez au 1er janvier 2017.

## Territoire communautaire

### Géographie
Elle recouvre le territoire de l'ancienne partie rouergate du Carladès, tandis que la partie située en Haute-Auvergne correspond à la Communauté de communes de Cère et Goul en Carladès.

### Composition
Elle était composée des communes suivantes :
| Nom                   | Code Insee | Gentilé         | Superficie (km2) | Population (dernière pop. légale) | Densité (hab./km2) |
| --------------------- | ---------- | --------------- | ---------------- | --------------------------------- | ------------------ |
| Mur-de-Barrez (siège) | 12164      | Barreziens      | 20,18            | 783 (2014)                        | 39                 |
| Brommat               | 12036      | Brommatiens     | 43,28            | 644 (2014)                        | 15                 |
| Lacroix-Barrez        | 12118      | Crucibarréziens | 28,01            | 477 (2014)                        | 17                 |
| Murols                | 12166      | Muroliens       | 13,90            | 108 (2014)                        | 7,8                |
| Taussac               | 12277      | Taussacois      | 39,30            | 465 (2014)                        | 12                 |
| Thérondels            | 12280      | Thérondéliens   | 38,47            | 415 (2014)                        | 11                 |

## Administration

### Présidence
| Période | Période | Identité          | Étiquette | Qualité                                                                                      |
| ------- | ------- | ----------------- | --------- | -------------------------------------------------------------------------------------------- |
| 2008    | 2014    | Francis Issanchou | DVD       | Maire de Brommat                                                                             |
| 2014    | 2016    | Annie Cazard      |           | Conseillère communautaire de Murols Conseillère départementale (canton d'Aubrac et Carladez) |